# Gran Premio di Singapore 2012
Il Gran Premio di Singapore 2012 è stata la quattordicesima prova della stagione 2012 del Campionato mondiale di Formula 1. Si è corso domenica 23 settembre 2012 sul Circuito di Singapore. La gara è stata vinta dal tedesco Sebastian Vettel su Red Bull Racing-Renault, al suo ventitreesimo successo nel mondiale. Vettel ha preceduto sul traguardo il britannico Jenson Button su McLaren-Mercedes e lo spagnolo Fernando Alonso su Ferrari.

## Vigilia

### Sviluppi futuri
La FIA svela la prima bozza di calendario per il 2013. Le gare sarebbero venti, con inizio in Australia. Verrebbe corsa una sola gara in Spagna, a Barcellona, mentre il posto del Gran Premio d'Europa verrebbe preso dal Gran Premio d'America, da correre nel New Jersey. L'Hockenheimring diventerebbe sede del Gran Premio di Germania, interrompendo l'alternanza col Nürburgring. Nel fine settimana del gran premio viene annunciato l'accordo fra gli organizzatori e Bernie Ecclestone per mantenere almeno per ancora 5 anni la gara nel calendario.

### Aspetti tecnici
La Pirelli annuncia per questo gran premio la fornitura di gomme di tipo soft e di tipo supersoft. Viene decisa la definizione di una sola zona per l'attivazione del DRS durante la gara, la stessa utilizzata nell'edizione del 2011. Essa è determinata tra la curva 5 e la curva 7, e il punto per la determinazione del distacco fra i piloti è posto alla curva 4. In seguito alle critiche che erano state riservate alla pericolosità dei cordoli di gomma nell'ultima edizione, quando questi si staccarono con facilità durante la prima sessione di prove, gli organizzatori decidono di sostituirli con altri con anima in acciaio.
La Mercedes F1 W03 presenta dei nuovi scarichi laterali ma non il "Super DRS", utilizzato nel corso dei test per giovani piloti, effettuato a Magny Cours. Anche la Lotus E20 non presenta più le prese d'aria supplementari sul cofano motore, che avrebbero dovuto migliorare l'effetto del DRS sulla monoposto.

### Aspetti sportivi
Romain Grosjean, dopo essere stato escluso dal Gran Premio d'Italia in seguito all'incidente causato alla partenza del Gran Premio del Belgio, torna al volante della Lotus-Renault, in luogo di Jérôme d'Ambrosio. Il pilota cinese Ma Qing Hua prende parte alla prima sessione di prove libere del venerdì con l'HRT, come già avvenuto a Monza.
L'ex pilota della Toyota Allan McNish è nominato quale commissario aggiunto della FIA per il gran premio. Svolgerà la sua funzione coadiuvato da José Abed, vicepresidente della FIA, e Gary Connelly, vicepresidente del FIA Institute.
Prima della gara, la FIA omaggia la memoria di Sid Watkins, medico del campionato di Formula 1 dal 1978 al 2004, scomparso il 12 settembre, con un minuto di applausi.

## Prove

### Resoconto
La prima sessione si svolge su pista inizialmente umida, tanto da costringere i piloti a montare gomme da bagnato. Il miglior tempo è di Sebastian Vettel, che precede Lewis Hamilton e Jenson Button.
Nella seconda sessione Sebastian Vettel si conferma il più rapido. Il bicampione del mondo, grazie all'uso di gomme supersoft, porta il tempo a 1'48"340. Secondo termina Jenson Button, mentre terzo chiude Fernando Alonso. Le prove sono state interrotte con bandiera rossa, per circa mezz'ora, per un incidente di Bruno Senna alla curva 19.
Il tedesco Sebastian Vettel chiude in testa anche nella sessione del sabato. Inizialmente le due McLaren avevano comandato la classifica, utilizzando gomme soft, poi precedute dalle Red Bull Racing. L'utilizzo delle gomme più morbide è stato concentrato, perlopiù, negli ultimi minuti della sessione. Mark Webber e Sergio Pérez sono stati autori di piccole toccate al guardrail che ha costretto i due a dei cambi gomme per forature. Negli istanti della sessione vi è stata l'esposizione delle bandiere rosse per un incidente di Vitalij Petrov alla penutlima curva. Al termine delle prove Pedro de la Rosa, dell'HRT, è costretto a sostituire il cambio: per tale ragione è penalizzato di cinque posizioni sulla griglia di partenza. Charles Pic è penalizzato di venti secondi, da scontare sul tempo totale di gara, per aver effettuato dei sorpassi in regime di bandiera rossa.

### Risultati
Nella prima sessione del venerdì si è avuta questa situazione:
| Pos | Nº | Pilota           | Costruttore             | Tempo    | Gap    | Giri |
| --- | -- | ---------------- | ----------------------- | -------- | ------ | ---- |
| 1   | 1  | Sebastian Vettel | Red Bull Racing-Renault | 1'50"566 |        | 24   |
| 2   | 4  | Lewis Hamilton   | McLaren-Mercedes        | 1'50"615 | +0"049 | 15   |
| 3   | 3  | Jenson Button    | McLaren-Mercedes        | 1'51"459 | +0"893 | 17   |

Nella seconda sessione del venerdì si è avuta questa situazione:
| Pos | Nº | Pilota           | Costruttore             | Tempo    | Gap    | Giri |
| --- | -- | ---------------- | ----------------------- | -------- | ------ | ---- |
| 1   | 1  | Sebastian Vettel | Red Bull Racing-Renault | 1'48"340 |        | 27   |
| 2   | 3  | Jenson Button    | McLaren-Mercedes        | 1'48"651 | +0"311 | 24   |
| 3   | 5  | Fernando Alonso  | Ferrari                 | 1'48"896 | +0"556 | 26   |

Nella sessione del sabato mattina si è avuta questa situazione:
| Pos | Nº | Pilota           | Costruttore             | Tempo    | Gap    | Giri |
| --- | -- | ---------------- | ----------------------- | -------- | ------ | ---- |
| 1   | 1  | Sebastian Vettel | Red Bull Racing-Renault | 1'47"947 |        | 15   |
| 2   | 4  | Lewis Hamilton   | McLaren-Mercedes        | 1'48"272 | +0"325 | 15   |
| 3   | 5  | Fernando Alonso  | Ferrari                 | 1'48"623 | +0"676 | 11   |

## Qualifiche

### Resoconto
Nella prima sessione vengono eliminate le due vetture della Caterham, le due Marussia, le due HRT e Kamui Kobayashi. Il miglior tempo è fatto segnare da Romain Grosjean.
Nella seconda fase vi sono dei contatti a muro per Bruno Senna e Grosjean, col brasiliano della Williams che non può proseguire la sessione, e chiude così senza tempi validi. Oltre al brasiliano, che è costretto a sostituire il cambio, perdendo così cinque posizioni sulla griglia di partenza, vengono eliminati i due piloti della Toro Rosso, Felipe Massa, Nico Hülkenberg, Kimi Räikkönen e Sergio Pérez.
Nella fase decisiva prende il comando Lewis Hamilton, che coglie così la sua seconda pole consecutiva, la ventiquattresima in totale nel mondiale. La prima fila è completata da Pastor Maldonado, che conquista la posizione all'ultimo tentativo. Non fanno segnare tempi le due Mercedes.

### Risultati
Nella sessione di qualifica si è avuta questa situazione:
| Pos                         | Nº | Pilota             | Costruttore             | Q1       | Q2          | Q3          | Griglia |
| --------------------------- | -- | ------------------ | ----------------------- | -------- | ----------- | ----------- | ------- |
| 1                           | 4  | Lewis Hamilton     | McLaren-Mercedes        | 1'48"285 | 1'46"665    | 1'46"362    | 1       |
| 2                           | 18 | Pastor Maldonado   | Williams-Renault        | 1'49"494 | 1'47"602    | 1'46"804    | 2       |
| 3                           | 1  | Sebastian Vettel   | Red Bull Racing-Renault | 1'48"240 | 1'46"791    | 1'46"905    | 3       |
| 4                           | 3  | Jenson Button      | McLaren-Mercedes        | 1'49"381 | 1'47"661    | 1'46"939    | 4       |
| 5                           | 5  | Fernando Alonso    | Ferrari                 | 1'49"391 | 1'47"567    | 1'47"216    | 5       |
| 6                           | 11 | Paul di Resta      | Force India-Mercedes    | 1'48"028 | 1'47"667    | 1'47"241    | 6       |
| 7                           | 2  | Mark Webber        | Red Bull Racing-Renault | 1'48"717 | 1'47"513    | 1'47"475    | 7       |
| 8                           | 10 | Romain Grosjean    | Lotus-Renault           | 1'47"688 | 1'47"529    | 1'47"788    | 8       |
| 9                           | 7  | Michael Schumacher | Mercedes                | 1'49"546 | 1'47"823    | senza tempo | 9       |
| 10                          | 8  | Nico Rosberg       | Mercedes                | 1'49"463 | 1'47"943    | senza tempo | 10      |
| 11                          | 12 | Nico Hülkenberg    | Force India-Mercedes    | 1'49"547 | 1'47"975    | N.D.        | 11      |
| 12                          | 9  | Kimi Räikkönen     | Lotus-Renault           | 1'48"169 | 1'48"261    | N.D.        | 12      |
| 13                          | 6  | Felipe Massa       | Ferrari                 | 1'49"767 | 1'48"344    | N.D.        | 13      |
| 14                          | 15 | Sergio Pérez       | Sauber-Ferrari          | 1'49"055 | 1'48"505    | N.D.        | 14      |
| 15                          | 16 | Daniel Ricciardo   | STR-Ferrari             | 1'49"023 | 1'48"774    | N.D.        | 15      |
| 16                          | 17 | Jean-Éric Vergne   | STR-Ferrari             | 1'49"564 | 1'48"849    | N.D.        | 16      |
| 17                          | 19 | Bruno Senna        | Williams-Renault        | 1'49"809 | senza tempo | N.D.        | 22      |
| 18                          | 14 | Kamui Kobayashi    | Sauber-Ferrari          | 1'49"933 | N.D.        | N.D.        | 17      |
| 19                          | 21 | Vitalij Petrov     | Caterham-Renault        | 1'50"846 | N.D.        | N.D.        | 18      |
| 20                          | 20 | Heikki Kovalainen  | Caterham-Renault        | 1'51"137 | N.D.        | N.D.        | 19      |
| 21                          | 24 | Timo Glock         | Marussia-Cosworth       | 1'51"370 | N.D.        | N.D.        | 20      |
| 22                          | 25 | Charles Pic        | Marussia-Cosworth       | 1'51"762 | N.D.        | N.D.        | 21      |
| 23                          | 23 | Narain Karthikeyan | HRT-Cosworth            | 1'52"372 | N.D.        | N.D.        | 23      |
| 24                          | 22 | Pedro de la Rosa   | HRT-Cosworth            | 1'53"355 | N.D.        | N.D.        | 24      |
| Tempo limite 107%: 1'55"226 |    |                    |                         |          |             |             |         |

## Gara

### Resoconto
Lewis Hamilton mantiene il comando della gara al via, precedendo Sebastian Vettel, Jenson Button, Pastor Maldonado e Fernando Alonso. Tutti i primi dieci della griglia optano per gomme supersoft. Nelle retrovie Felipe Massa subisce una foratura che lo costringe a cambiare gli pneumatici già al termine del primo giro. Il brasiliano si ritrova così ultimo.
All'ottavo giro iniziano i primi cambi gomme, con Mark Webber. Due giri dopo è il turno del suo compagno di scuderia Sebastian Vettel. Al giro 15, quando i migliori hanno tutti effettuato il cambio gomme, la classifica vede al comando sempre Lewis Hamilton, seguito da Sebastian Vettel, Jenson Button, Pastor Maldonado, Nico Hülkenberg (su gomme soft e che non ha ancora cambiato), Fernando Alonso e Sergio Pérez, anche lui con gomme soft non ancora sostituite. Al giro 17 Alonso passa Hülkenberg mentre Pérez, autore di un errore, è passato sia da Paul di Resta che da Mark Webber.
Al 23º giro il battistrada Lewis Hamilton è costretto al ritiro per un guasto al cambio. Va così a condurre Sebastian Vettel. Al giro 29 Pastor Maldonado e Fernando Alonso effettuano contemporaneamente il loro secondo pit stop, un giro dopo Webber. Alonso, con gomme soft attacca Maldonado, che ha le supersoft, ad ogni curva ma non riesce a passare. Tre giri dopo Narain Karthikeyan colpisce le barriere sotto il tunnel: entra in pista la safety car. Ne approfittano, per fare la loro seconda sosta tutti gli altri, tranne Hulkenberg e Pérez, che devono arrivare più avanti per montare le supersoft alla fine.
Anche Maldonado compie una nuova sosta per tornare alle soft ma, al giro 35, viene richiamato ai box per un problema idraulico. Alla ripartenza Vettel mantiene il comando, seguito da Jenson Button, Fernando Alonso, Paul di Resta, con Mark Webber che supera subito Nico Hülkenberg. Al giro 39 Michael Schumacher tampona Jean-Éric Vergne: i due sono costretti al ritiro e la direzione di corsa rimanda in pista la vettura di sicurezza. Webber effettua la sua terza sosta, Hulkenberg e Pérez la loro seconda.
Alla ripartenza la classifica nelle prime posizioni è Vettel, Button, Alonso, di Resta, Rosberg, Grosjean e Raikkonen. Più dietro Massa è autore di un bel sorpasso su Bruno Senna, e conquista la nona posizione. Tre giri dopo il brasiliano passa anche Daniel Ricciardo per l'ottavo posto. Vi è poi lo scambio di posizioni tra i due piloti della Lotus, con Kimi Räikkönen che passa Romain Grosjean. Nelle ultime tornate vi sono dei duelli per entrare nella zona punti. Al giro 49 Pérez danneggia l'ala nel tentativo di passare Hülkenberg, poi Webber attacca Kamui Kobayashi, ma ne approfitta proprio il tedesco della Force India che passa entrambi: Hülkenberg buca però uno pneumatico ed è costretto a un'ulteriore sosta.
La gara viene interrotta per il raggiungimento delle due ore, a due giri dalla conclusione prevista. Vince Sebastian Vettel, per la seconda volta nella stagione, la ventitreesima nel mondiale. Chiude secondo Jenson Button e terzo Fernando Alonso, che conquista così l'ottantunesimo podio nel mondiale, diventando il terzo pilota di tutti i tempi per numero di podi. Nico Hülkenberg ottiene il primo giro veloce della carriera in Formula 1, il secondo per la Force India, dal Gran Premio d'Italia 2009, ottenuto con Adrian Sutil.

### Risultati
I risultati del gran premio sono i seguenti:
| Pos | Nº | Pilota             | Costruttore             | Giri | Tempo/Ritiro                | Griglia | Punti |
| --- | -- | ------------------ | ----------------------- | ---- | --------------------------- | ------- | ----- |
| 1   | 1  | Sebastian Vettel   | Red Bull Racing-Renault | 59   | 2h00'26"144                 | 3       | 25    |
| 2   | 3  | Jenson Button      | McLaren-Mercedes        | 59   | +8"959                      | 4       | 18    |
| 3   | 5  | Fernando Alonso    | Ferrari                 | 59   | +15"227                     | 5       | 15    |
| 4   | 11 | Paul di Resta      | Force India-Mercedes    | 59   | +19"063                     | 6       | 12    |
| 5   | 8  | Nico Rosberg       | Mercedes                | 59   | +34"784                     | 10      | 10    |
| 6   | 9  | Kimi Räikkönen     | Lotus-Renault           | 59   | +35"759                     | 12      | 8     |
| 7   | 10 | Romain Grosjean    | Lotus-Renault           | 59   | +36"698                     | 8       | 6     |
| 8   | 6  | Felipe Massa       | Ferrari                 | 59   | +42"829                     | 13      | 4     |
| 9   | 16 | Daniel Ricciardo   | STR-Ferrari             | 59   | +45"820                     | 15      | 2     |
| 10  | 15 | Sergio Pérez       | Sauber-Ferrari          | 59   | +50"619                     | 14      | 1     |
| 11  | 2  | Mark Webber        | Red Bull Racing-Renault | 59   | +1'07"175                   | 7       |       |
| 12  | 24 | Timo Glock         | Marussia-Cosworth       | 59   | +1'31"918                   | 20      |       |
| 13  | 14 | Kamui Kobayashi    | Sauber-Ferrari          | 59   | +1'37"141                   | 17      |       |
| 14  | 12 | Nico Hülkenberg    | Force India-Mercedes    | 59   | +1'39"413                   | 11      |       |
| 15  | 20 | Heikki Kovalainen  | Caterham-Renault        | 59   | +1'47"967                   | 19      |       |
| 16  | 25 | Charles Pic        | Marussia-Cosworth       | 59   | +2'12"925                   | 21      |       |
| 17  | 22 | Pedro de la Rosa   | HRT-Cosworth            | 58   | +1 giro                     | 24      |       |
| 18  | 19 | Bruno Senna        | Williams-Renault        | 57   | Motore                      | 22      |       |
| 19  | 21 | Vitalij Petrov     | Caterham-Renault        | 57   | +2 giri                     | 19      |       |
| Rit | 17 | Jean-Éric Vergne   | STR-Ferrari             | 38   | Collisione con M.Schumacher | 16      |       |
| Rit | 7  | Michael Schumacher | Mercedes                | 38   | Collisione con J.E.Vergne   | 9       |       |
| Rit | 18 | Pastor Maldonado   | Williams-Renault        | 36   | Problemi idraulici          | 2       |       |
| Rit | 23 | Narain Karthikeyan | HRT-Cosworth            | 30   | Incidente                   | 23      |       |
| Rit | 4  | Lewis Hamilton     | McLaren-Mercedes        | 22   | Cambio                      | 1       |       |

## Classifiche Mondiali

### Piloti
| Pos | Pilota             | Punti |
| --- | ------------------ | ----- |
| 1   | Fernando Alonso    | 194   |
| 2   | Sebastian Vettel   | 165   |
| 3   | Kimi Räikkönen     | 149   |
| 4   | Lewis Hamilton     | 142   |
| 5   | Mark Webber        | 132   |
| 6   | Jenson Button      | 119   |
| 7   | Nico Rosberg       | 93    |
| 8   | Romain Grosjean    | 82    |
| 9   | Sergio Pérez       | 66    |
| 10  | Felipe Massa       | 51    |
| 11  | Paul di Resta      | 44    |
| 12  | Michael Schumacher | 43    |
| 13  | Kamui Kobayashi    | 35    |
| 14  | Nico Hülkenberg    | 31    |
| 15  | Pastor Maldonado   | 29    |
| 16  | Bruno Senna        | 25    |
| 17  | Jean-Éric Vergne   | 8     |
| 18  | Daniel Ricciardo   | 6     |

### Costruttori
| Pos | Team                    | Punti |
| --- | ----------------------- | ----- |
| 1   | Red Bull Racing-Renault | 297   |
| 2   | McLaren-Mercedes        | 261   |
| 3   | Ferrari                 | 245   |
| 4   | Lotus-Renault           | 231   |
| 5   | Mercedes                | 136   |
| 6   | Sauber-Ferrari          | 101   |
| 7   | Force India-Mercedes    | 75    |
| 8   | Williams-Renault        | 54    |
| 9   | STR-Ferrari             | 14    |

## Decisioni della FIA
Al termine della gara, Mark Webber è penalizzato di venti secondi sul tempo totale per aver oltrepassato la pista in una fase di sorpasso con Kamui Kobayashi. La decisione se fosse avvenuta durante la gara, avrebbe comportato un drive through.
Michael Schumacher è penalizzato di dieci posizioni sulla griglia del Gran Premio del Giappone in quanto ritenuto responsabile dell'incidente con Jean-Éric Vergne.
Nessun penalità viene invece decisa contro Bruno Senna, per una manovra di difesa nei confronti di Felipe Massa, né contro Sebastian Vettel per un suo rallentamento, in fase di safety car, che stava per indurre Jenson Button a un tamponamento.